# Ligne claire
Ligne claire er en tegnestil, der blev skabt og udviklet, af den belgiske tegneserieskaber Hergé i hans serie Tintins oplevelser.
Den benytter klare, stærke linjer, nogle gange af varierende bredde og ingen skravering, mens kontraster bliver nedtonet. Skygger er ofte oplyste, og stilen benytter ofte stærke farver og en kombination af tegneserieagtige figurer med realistiske baggrunde. Navnet blev opfundet af Joost Swarte i 1977. Stilen er almindelige i mange serier fra den fransk/belgisk serie tradition.
Andre serieskabere som har taget ligne claire-stilen til sig er Edgar P. Jacobs, den tidlige André Franquin, Peyo, Jacques Martin, Roger Leloup, Tibet, Maurice Tillieux, Bob de Moor, Yves Chaland, Theo van den Boogaard, Joost Swarte og Lewis Trondheim. I overført og udvidet betydning kan det siges at serieskabere som Jacques Tardi, Mœbius, Geof Darrow og Jaime Hernandez bekender sig en slags "ligne claire"-stil.
Den atomiske stil er en subgenre til "ligne claire". Den henviser til den trend som opstod blandt franske og belgiske serieskabere i 1980'erne om at tegne serier i en nostalgisk 50'er-inspireret retrostil. Yves Chaland er den atomiske stils frontfigur.

## Kendte eksempler

### Hergé
- Tintins oplevelser
- Mads', Mettes og Sjokos oplevelser
- Lars og Lue

### Andre
- Jommeke – Jef Nys
- Freddy Lombard – Yves Chaland
- Alix – Jacques Martin
- Barelli – Bob de Moor
- Berlin – Jason Lutes
- Bingo Bongo et son Combo Congolais – Ted Benoît
- Blake og Mortimer – Edgar P. Jacobs
- César and Jessica
- Franka – Henk Kuijpers
- Hector and Dexter (a.k.a. Coton et Piston og Katoen en Pinbal) – Joost Swarte
- Julian Opie's Portraits – Julian Opie
- Kurt Dunder
- Le Monde d'Edena – Moebius
- Nofret – Sussi Bech
- Professor Palmboom – Dick Briel
- The Rainbow Orchid – Garen Ewing
- Jimmy Corrigan, the Smartest Kid on Earth – Chris Ware
- Shutterbug Follies – Jason Little
- Spike and Suzy (a.k.a. Bob and Bobette, Willy and Wanda, og Suske en Wiske) – Willy Vandersteen
- Tintin pastiche – Yves Rodier
- Where's Wally? – Martin Handford
- Yoko Tsuno – Roger Leloup
- How to Understand Israel in 60 Days or Less – Sarah Glidden
- Sjef van Oekel – Theo van den Boogaard
- The Property – Rutu Modan
- Les Cités obscures – François Schuiten
- Taylor Zander and the Wendigo Murders - Michael Francis
- Werewolves of Montpelier - Jason
- The World of Edena - (Jean Giraud) Moebius